# 유물론
유물론(唯物論, 영어: materialism) 또는 물질주의(物質主義)는 만물의 근원을 물질로 보고, 모든 정신 현상도 물질의 작용이나 그 산물이라고 주장하는 이론이다. 즉, 세계의 근본이 되는 실재는 정신이나 관념이 아니라 의식이 외부의 그것과는 독립하여 존재하는 물질이나 자연이라고 주장하는 이론이다. 이 학설은 고대 그리스의 원자론에서 비롯하였다.
유물론은 관념론에 대립하고 여기에도 몇 가지 종류가 있다. 가장 대표할 정도로 전형이 될 만하거나 특징이 있는 유물론으로서 기계적유물론과 역사적유물론이 있다. 두 가지의 가장 큰 차이는 기계적유물론은 모든 현상을 자연 인과관계와 역학에 토대한 법칙으로 해석하려는 방식으로서 일명 “관념론적 유물론”이라고 불린다. 그러나 역사적 유물론은 다른 내용으로서 일명 “변증법적 유물론”이라고 한다.
유물론은 존재하는 모든 것은 물리적이라는 견해인 물리주의와 밀접하게 연관되어 있다. 철학적인 물리주의는 그저 평범한 물질보다는 우주 시간, 물리적 에너지, 힘, 암흑 물질 등과 같이 물리에 대한 더 세련된 용어를 가진 물리학이 발견되면서 유물론에서 발전하였다. 일부의 사람들은 유물론보다는 물리주의를 선호하지만 또 다른 사람들은 이 두 용어를 동의어처럼 사용한다. 유물론과 관념론의 공통점은 세상을 한가지로 보는 보편적 이론에 해당하지만 독단적인 믿음보단 과학적 근거를 통해 이론을 제시한다. 그렇지만 보편적인 이론으로 볼 때 독단적인 이론이기도 하다.

## 형이상학적 유물론
물질을 자연의 연장으로 파악하고, 의식을 이 연장의 양태라고 여기며, 제반 물질의 운동을 파악하는 유일 방법으로서 이성에 의한 관조(觀照)를 주장하는 유물론으로 고대부터 존재하였다.
고대 스토아 학파는 이성(logos)에 의한 생성·소멸의 연속이 자연이며, 그 자연의 단위가 물질이라는 입장을 내보였다. 스토아 학파는 이성의 생성 및 소멸로서 변화하는 사물을 파악하는 능력을 사유라고 했는데, 사유를 이성의 단면이라고 보았으며, 이성을 대우주, 사유는 소우주라 하였다. 스토아 학파의 철학은 물질과 사고는 하나인데, 이것을 제반 자연과 동일시했고 이것이 곧 이성 그 자체라고 보았다는 점에서 형이상학적 유물론으로 분류된다. 그러나, 스토아 학파는 중기 접어들면서 극도의 금욕주의와 신비주의로 되었고, 이로 인해 유물론적인 성격이 지속적으로 퇴색된다. 
바뤼흐 스피노자는 물심일원론과 만유(萬有)가 단 하나인 실체의 변양(變樣)라고 보았다는 점에서 형이상학적 유물론으로 여겨진다. “신 즉 자연”(Deus sive Natura)은 신이 곧 능산적 자연이며, 신은 개물(箇物)을 모두 통섭하는 원리이기도 하면서, 연장과 동질의 층위에 놓인 것이라고 보았다. 이러한 점에서 스피노자는 형이상학적 유물론자라고 할 수 있다.
조선 후기 성리학자인 최한기는 만유를 부단한 물질 운동인 일단활물(一團活物)의 매개인 운화기(運化氣)라고 보았다. 그는 경험 속에 존재하는 주관성을 궁리를 통해 제거하여 외부 객관 세계를 참인식할 수 있다고 하였다. 이러한 점에서 최한기는 형이상학적 유물론자로 분류된다.

### 인물 목록
- 크로톤의 알크마이온 (BCE. 5세기?)
- 키티온의 제논 (BCE. 335년? ~ BCE. 263년?)
- 클레안테스 (BCE. 331년? ~ BCE. 232년?)
- 파나이티오스 (BCE. 185년? ~ BCE. 110년?)
- 소옹 (1011년 ~ 1077년)
- 코페르니쿠스 (1473년 ~ 1543년)
- 조르다노 브루노 (1548년 ~ 1600년)
- 바뤼흐 스피노자 (1632년 ~ 1677년)
- 샤를 푸리에 (1772년 ~ 1837년)
- 최한기 (1803년 ~ 1879년)
- 루트비히 포이어바흐 (1804년 ~ 1872년)

## 기계적 유물론
1848년 혁명 이후 도이칠란트의 대공업과 자연과학이 더욱 발전하면서 자연과학에 기초한 유물론이 바야흐로 대두하던 신흥 국민의 계몽철학으로 등장하였다. 헤겔과 셸링의 독일 관념론에 염증을 느껴 왔던 자유 지식인들 사이에 이 유물론이 크게 유행하였다. 자연과학에 토대한 유물론의 본질은 의식과 사고 등 심적현상을 에너지 불멸의 법칙이라는 자연법칙으로 환원하려는 기계론적 유물론이라는 점에 있다. 그것은 본래의 유물론을 비속화(卑俗化)하고 속류화(俗流化)했다고 해서 ‘속류유물론’이라고도 한다. 자연과학에 토대한, 대표할 정도로 전형이 될 만하거나 특징이 있는 유물론자로서는 포크트, 몰레스코트, 뷔히너 등이 있다.
기계적 유물론은 의식의 존재를 인정하지 않으며, 모든 인간의 행위는 물질적 운동으로 환원할 수 있다고 간주한다. 따라서, 의식적 행위로 보이는 것은 물질적 운동의 연장에 지나지 않는다. 다만, 모든 기계적 유물론자가 결정론자인 것은 아니다.

### 인물 목록
- 데모크리토스 (BCE. 460년? ~ BCE. 380년?)
- 에피쿠로스 (BCE. 341년? ~ BCE. 271년?)
- 루크레티우스 (BCE. 96년? ~ BCE. 55년)
- 토머스 홉스 (1588년 ~ 1679년)
- 피에르 가상디 (1592년 ~ 1655년)
- 쥘리앵 라메트리 (1709년 ~ 1751년)
- 드니 디드로 (1713년 ~ 1784년)
- 엘베시우스 (1715년 ~ 1771년)
- 홀바흐 (1723년 ~ 1789년)
- 게오르크 뷔히너 (1813년 ~ 1837년)
- 카를 포크트 (1817년 ~ 1895년)
- 야코프 몰레스홋 (1822년 ~ 1893년)
- 존 브로더스 왓슨 (1878년 ~ 1958년)
- 니콜라이 부하린 (1888년 ~ 1938년)
- 버러스 프레더릭 스키너 (1904년 ~ 1990년)
- 칼 세이건 (1934년 ~ 1996년)

## 변증법적 유물론
칼 마르크스의 동료였던 프리드리히 엥겔스는 변증법에서 3대 핵심 법칙으로 대립물의 통일과 투쟁ㆍ양질전화ㆍ부정의 부정을 내세웠다. 레닌은 이 입장을 계승하였는데, 블라디미르 레닌 사후 이오시프 스탈린은 마르크스주의 변증법과 유물론을 국정 철학으로 교조화하기 위해 여러 가지 유물론 서적을 저작했는데, 대표적으로 『볼셰비키당사』 제4장인 『변증법적 유물론』이 있다.
이오시프 스탈린은 『변증법적 유물론』에서 마르크스주의 변증법의 일반론을 네 가지로 정리하였고, 이전의 형이상학적 변증법과 철저히 구분하였다. 그 내용은 다음과 같다.
1. 자연은 물질 구성의 통일된 전체이며, 개물 상태로서의 자연도 또한 물질 구성의 통일된 전체의 산물이자 그 자체이다.[2]
2. 자연은 끊임없이 운동하는 상태이다.[3]
3. 자연 개물에서 의식으로의 발전은 양질전화로서 나타난다.[4]
4. 자연 상태에 존재하는 각 대립물은 투쟁을 제반발전법칙으로 갖고 있으며, 그것의 발전은 종래의 구조에 대한 질적 변화를 동반하는 것이기에 혁명적이다.[5]

이어서 스탈린은 마르크스주의 변증법의 주요 함의이자 이것의 성격을 규정할 수 있는 다섯 가지 내용을 다음과 같이 정하였다.
1. 제현상의 보편적 관련과 상호의존성
2. 자연과 사회에서의 운동·변화·발전 (대체로 강조되지 않음)
3. 양적 변화에서 질적 변화로의 이행으로서 발전
4. 대립물의 투쟁으로서의 발전
5. 변증의 일반적 도식으로서 부정의 부정 법칙 (스탈린 사후에 추가)

동시에 마르크스주의 변증법이 관념론 철학과 비교될 수 있는 이유를 세 가지로 정리하였다.
1. 세계는 객관 실재의 총체로서 물질이다.[6]
2. 존재(Бытие)는 모든 객관 실재의 가리키며, 물질의 자기 운동과 다르지 않다. 의식은 물질의 반영이며, 의식은 변증 투쟁을 통하여 변화·발전하고 객관 실재의 모순 정도를 통일적으로 해석할 수 있다.[7]
3. 자연 법칙에 관한 지식은 사회·역사 발전 법칙, 객관적 인식론(물리학·심리학 등), 분석적 생물학에 따라 규정할 수 있으며, 이것들은 과학을 규준한다. 따라서, 변증법의 논리 위에 세워진 사회주의는 과학이다.[8]

이러한 철학은 경제적 생산력에 따라 진행되는 사회 발전 경로는 나선적 발전성의 형태를 갖고 있으며, 문명화 된 인간과, 그렇게 되지 못 한 인간을 공산주의 철학 일반론에 따라 구분할 수 있게 하기 위해 만들어졌다. 이러한 관점은 인지심리학 이론가인 레프 비고츠키(Лев Выготский, 1896 - 1934) 등이 나올 수 있는, 인지과학이 발달할 수 있는 토양을 만들었지만, 70년대부터 거듭된 현대 물리학의 발전으로 인해 DIAMAT 원리에 대한 새로운 해석이 등장하게 되었다. 이는 생산 관계와 생산력 간의 모순으로 인해 끝없이 변화 발전하는 기존 카를 마르크스의 유물론을 넘어서 모든 자연물의 대립과 투쟁을 통한 변화-발전을 교조화했던 소련의 정통 변증법적 유물론 진영에게 이론적 수정의 경향성을 불러왔다.
스탈린 사후인 1958년에 저작된 『마르크스주의 철학의 기초』와 1960년에 핀란드 출신 소련 공산당 중앙위원회 서기인 오토 빌겔모비치 쿠시넨(러시아어: Отто Вильгельмович Куусинен)이 저술 및 출판한 『마르크스-레닌주의의 기초』는 스탈린의 변증법적 유물론 사상을 체계화 하여 정리한 서적에 해당된다. 1938년 초판에서 '부정의 부정의 법칙'란 용어는 등장하지 않았기에 몇 가지 논란이 존재한다. 하지만, 스탈린은 부정의 부정에 관련된 변증법 논의에 큰 이견을 가지고 있지 않은 것으로 보인다. 스탈린 사후인 1950년대 중반 이후에 출판된 변증법적 유물론 교재는 다시 이 법칙이 추가되었다.
역사적 유물론(歷史的唯物論)은 마르크스·엥겔스가 주장한 유물론에 기초해 역사를 해석하는 체계로서 '사적 유물론(史的唯物論)'이라고 하거나 '유물사관(唯物史觀)'이라고도 한다.
역사 해석에서 물질에 기초한 생산력을 그 인과 요인 중 가장 중시하는 역사관이고 세계 정신의 자기 전개 과정이 역사라고 주장한 헤겔류의 관념 사관과 반대된다. 즉 마르크스·엥겔스는, 역사를 발전하게 하는 원동력은 인간의 의식이나 관념이 아니라 물질에 토대한 생산양식이라고 설명한다. 생산력이 발전하는 단계는 그 시대마다 노동 도구가 발달하는 단계로 표현되므로 유물사관에서는 생산기술 발달에 중점을 둔다.
마르크스·엥겔스는 생산관계의 변화에 따라 원시 공동체적 생산 방식(原始共同體的生産方式)ㆍ노예 소유자적 생산 방식(奴隸所有者的生産方式)ㆍ봉건적 생산 양식(封建的生産樣式)ㆍ자본제 생산 양식(資本制生産樣式)ㆍ사회주의적 생산 관계(社會主義的生産關係)ㆍ공산주의 경제(共産主義經濟)순으로 발전한다고 설명하면서 노예 소유자적 생산 방식(奴隸所有者的生産方式)에서 자본제 생산 양식(資本制生産樣式)까지는 생산수단의 사유가 인정되므로 계급 대립이 존재한다는 점에서 인류사는 계급투쟁의 역사라고 규정한다.
유물사관은 생산력과 생산관계의 모순을 비롯해 계급으로 말미암은 모순을 역사가 발전하는 원동력이라고 주장하는 변증법에 기초해 역사를 해석하려고 시도해 왔으나 1958년 이후 공산권의 모순 논쟁에서는 모순이 역사가 발전하는 원동력이 아니요, 모순의 지양이나 통일 단결이 그 원동력이라고 주장하여 중·소 분쟁이나 체제 내의 반목·비판의 여지를 주지 않으려는 방향으로 유물사관을 크게 수정하지 않을 수 없었다.

### 인물 목록
- 카를 마르크스 (1818년 ~ 1883년)
- 프리드리히 엥겔스 (1820년 ~ 1895년)
- 요제프 디츠겐 (1828년 ~ 1888년)
- 게오르기 플레하노프 (1856년 ~ 1918년)
- 블라디미르 레닌 (1870년 ~ 1924년)
- 이오시프 스탈린 (1878년 ~ 1953년)
- 아브람 데보린 (1881년 ~ 1963년)
- 오토 빌레 쿠시넨 (1881년 ~ 1964년)
- 마오쩌둥 (1893년 ~ 1976년)
- 마르크 미틴 (1901년 ~ 1989년)
- 표도르 콘스탄티노프 (1901년 ~ 1991년)
- 표트르 페도시프 (1908년 ~ 1990년)
- 에발트 일리옌코프 (1924년 ~ 1979년)
- 고트프리트 슈틸러 (1924년 ~ 2007년)

## 같이 보기
- 관념론
- 실재론
- 유심론
- 변증법
- 기계론
- 금송아지

## 참고 문헌
- 이 문서에는 다음커뮤니케이션(현 카카오)에서 GFDL 또는 CC-SA 라이선스로 배포한 글로벌 세계대백과사전의 내용을 기초로 작성된 글이 포함되어 있습니다.

### 내용주
1. ↑  도이칠란트 고전 철학은 18세기 말에서 19세기 전반기에 도이칠란트에서 경험론과 합리론을 통합하는 처지에서 인식이 성립되는 조건과 한계를 確定하고 형이상학에 토대한 현실을 비판하여 선험에 토대한 인식을 비판하는 방법을 이용해 이성을 판단하는 문제를 과제로 삼은 비판 철학을 확립한 철학자인 임마누엘 칸트(1724~1804), 도이칠란트관념론 완성자로서 자연과 역사와 정신의 모든 세계는 부단히 변화하고 발전하는 과정이며 이런 것은 正反과 正反合을 기본 운동으로 하는 관념의 변증법의 전개 원리로 설명될 수 있다고 주장한 철학자 게오르그 빌헬름 프리드리히 헤겔(1770~1831)의 관념론, 헤겔 좌파에 속하는 유물론자로서 기독교를 비판하였고 칼 하인리히 마르크스와 프리드리히 엥겔스에게 많은 영향을 끼친 철학자 루드비히 안드레아스 포이어바흐(1804~1872)의 유물론에 기초해 형성되어 널리 퍼진, 인간과 세계의 근원과 생활의 본질을 연구하는 학문이다.
2. ↑  심적 현상은 감각하거나 인식하는 모든 정신 작용의 본질이나 각체(客體)의 외면에 나타나는 상(象)이다. 철학의 기초학으로서 기술 심리학(記述心理學)을 전개하여 뒤에 도이칠란트의 철학자인 에드문트 후설(1859-1938)의 현상학에 큰 영향을 끼친, 도이칠란트의 철학자이자 심리학자인 프란츠 브렌타노(1838~1917)는 『경험상 처지(處地)에서의 심리학』에서 자연과학과 견줄 과학의 이치나 체계에 적합한 심리학의 영역을 확정하고자 빛깔ㆍ음향ㆍ감촉 따위와 같은 감각성(感覺性)이나 공간적, 물체적 현상인 물적 현상과 구별된 개념인 심적 현상을 사용했다. 여기서 현상(現象)이라는 말에는 철학상 특별한 사정이 불포함되지만, 마음과 영혼을 언급하지 않으려고 이 현상이라는 말을 사용한다. 심적 현상의 예로서 감각ㆍ지각, 상상, 비판, 정의(情意) 생활이 거론된다.
3. ↑  世界精神[Welt geist]은 게오르그 빌헬름 프리드리히 헤겔(1770~1831)의 역사철학에서, 세계사에 자기를 전개하여 실현하는 신(神)다운 이성으로서 우주의 근원을 형성하는, 주관의 작용과는 독립하여 존재하는 비물질성에 기초한 물질 세계이다.
4. ↑  
生産關係는 인간이 물질적 재화를 생산할 때에 생산의 내부에서의 상호 관계 일종이다. 생산력의 발전에 따라 변하기도 하고 반대로 생산력을 발전하게 하거나 지연하게 하기도 하는데 마르크스주의자들은 역사상 원시공산체ㆍ노예제도ㆍ봉건제도ㆍ자본주의ㆍ사회주의의 다섯 가지 기본형이 존재한다고 설명한다.
5. ↑  
자신이 저술한 『경제학 철학 수고』에서 자본주의 경제의 질서의 기초를 이뤄서 국민경제학의 기점이 되는 사실인 사유(私有)가 소외를 야기한다고 직접적으로 누차 설명한, 도이칠란트의 경제학자이자 정치학자이면서 철학자인 카를 하인리히 마르크스(1818-1883)는 사유 형성의 외부적 본질은 생산된 물건에 대상화한 노동자들의 노동에 있다고 명언한다. 유산자와 자본가에게 소유되는 생산은 결국 노동자들의 노동한 결과물이다. 이것이 기계 문명, 거대한 사회 조직, 산업 조직, 고도 관리화ㆍ정보화 사회가 오히려 인간에게 바람직하지 않게 작용하는 데서부터 생겨난, 인간성이 사라져 인간다운 생활이 상실된 인간 소외의 근본이 되는 ‘소외된 노동’이다. 再言해 자본과 노동, 자본가와 노동자 간의 대립의 표현으로 사유가 없으면 소외가 존재하지 않으므로 칼 하인리히 마르크스는 “사유의 실제에 부합한 지양, 즉 인간다운 생활의 획득은 모든 소외의 실제에 부합한 지양”이라고 단언한다. 사유가 지향된 사회, 즉 소외가 극복된 사회가 바로 공산주의 사회이다. 마르크스는 인간다운 감성이 사유 탓에 우둔하고 편벽하게 변화했다고 주장하므로 사유의 지양은 인간 감성의 해방인 셈이다.

### 참조주
1. ↑  자연과학적 유물론, 《글로벌 세계 대백과》
2. ↑  이오시프 스탈린 저, 김성환 역, 『변증법적 유물론』(백두, 1988년) p. 89
3. ↑  이오시프 스탈린 저, 김성환 역, 『변증법적 유물론』(백두, 1988년) pp. 92 - 93
4. ↑  이오시프 스탈린 저, 김성환 역, 『변증법적 유물론』(백두, 1988년) p. 107
5. ↑  이오시프 스탈린 저, 김성환 역, 『변증법적 유물론』(백두, 1988년) p. 134
6. ↑  이오시프 스탈린 저, 김성환 역, 『변증법적 유물론』(백두, 1988년) p. 43
7. ↑  이오시프 스탈린 저, 김성환 역, 『변증법적 유물론』(백두, 1988년) pp. 63 - 66
8. ↑  이오시프 스탈린 저, 김성환 역, 『변증법적 유물론』(백두, 1988년) p. 101
9. ↑  스티븐 호킹 저, 《시간의 역사》 pp. 50 ~ 52
10. ↑  유물사관, 《글로벌 세계 대백과》